# دورنیه دو ۱۲
دورنیه دو ۱۲ (به انگلیسی: Dornier_Do_12) یک هواگرد از نوع قایق پرنده ساخت شرکت دورنیه فلوکتسایک‌ورک در آلمان است. هواگرد دورنیه دو ۱۲ نخستین پروازش را در ۲۳ ژوئن ۱۹۳۲ میلادی انجام داد.